# Кент, Виктория
Викто́рия Кент Сиа́но (исп. Victoria Kent Siano; 6 марта 1891, Малага — 25 сентября 1987, Нью-Йорк) — испанский юрист и республиканский политик.

## Биография
Состояла в Радикал-социалистической республиканской партии, затем вошедшей в партию Республиканская левая. Получила известность, защищая в 1930 году в суде республиканского политика Альваро де Альборноса, ставшего вскоре министром юстиции и председателем республиканского правительства в изгнании (1947—1949 и 1949—1951). Была избрана депутатом первого созыва парламента Второй Испанской Республики в 1931 году. В том же году президент республики Нисето Алькала-Самора назначил Викторию Кент главой ведомства по исполнению наказаний, на этом посту Виктория Кент активно занималась реформой тюремного содержания.
Кент выступала против скорейшего предоставления испанским женщинам избирательных прав, полагая, что это может нанести удар левым партиям. Женское население Испании, по её мнению, находясь под влиянием католической церкви, не обладало достаточным пониманием социальной и политической ситуации, чтобы ответственно подойти к выборам. Противостояние по этому вопросу с испанской феминисткой Кларой Кампоамор привело к снижению уровня популярности Кент, и она лишилась депутатского мандата на выборах 1933 года, когда, как она и предсказывала, победу одержали консерваторы.
По окончании Гражданской войны Виктория Кент была вынуждена эмигрировать. В Нью-Йорке она издавала журнал Ibérica, ориентированный на испанских эмигрантов в США. Имя Виктории Кент носят несколько средних учебных заведений в Андалусии, а также станция пригородной электрички Cercanías в Малаге.

## Сочинения
- Cuatros años en París (1940—1944), (1978)